# موجودیت (فیلم ۱۹۸۳)
موجودیت (به انگلیسی: The Entity) یک فیلم سینمایی ترسناک فراطبیعی آمریکایی محصول سال ۱۹۸۳ به کارگردانی سیدنی جی. فیوری و نویسندگی فرانک دی فلیتا است که از رمان خود را به همین نام در سال ۱۹۷۸ اقتباس کرد. در این فیلم باربارا هرشی به عنوان یک مادر تنها در لس آنجلس بازی می‌کند که توسط یک مهاجم نامرئی مورد تجاوز و آزار قرار می‌گیرد.